# Driouch
Driouch o Eddriwesh (en àrab الدريوش, ad-Drīwūx; en amazic ⴷⵔⵉⵡⵛ) és un municipi de la província de Driouch, a la regió de L'Oriental, al Marroc. Segons el cens de 2014 tenia una població total de 14.741 persones.